# Le Pin-la-Garenne
Le Pin-la-Garenne is een gemeente in het Franse departement Orne (regio Normandië) en telt 639 inwoners (1999). De plaats maakt deel uit van het arrondissement Mortagne-au-Perche.

## Geografie
De oppervlakte van Le Pin-la-Garenne bedraagt 15,9 km², de bevolkingsdichtheid is 40,2 inwoners per km².
De onderstaande kaart toont de ligging van Le Pin-la-Garenne met de belangrijkste infrastructuur en aangrenzende gemeenten.

## Demografie
Onderstaande figuur toont het verloop van het inwonertal (bron: INSEE-tellingen).